# Gia Định (provincie)

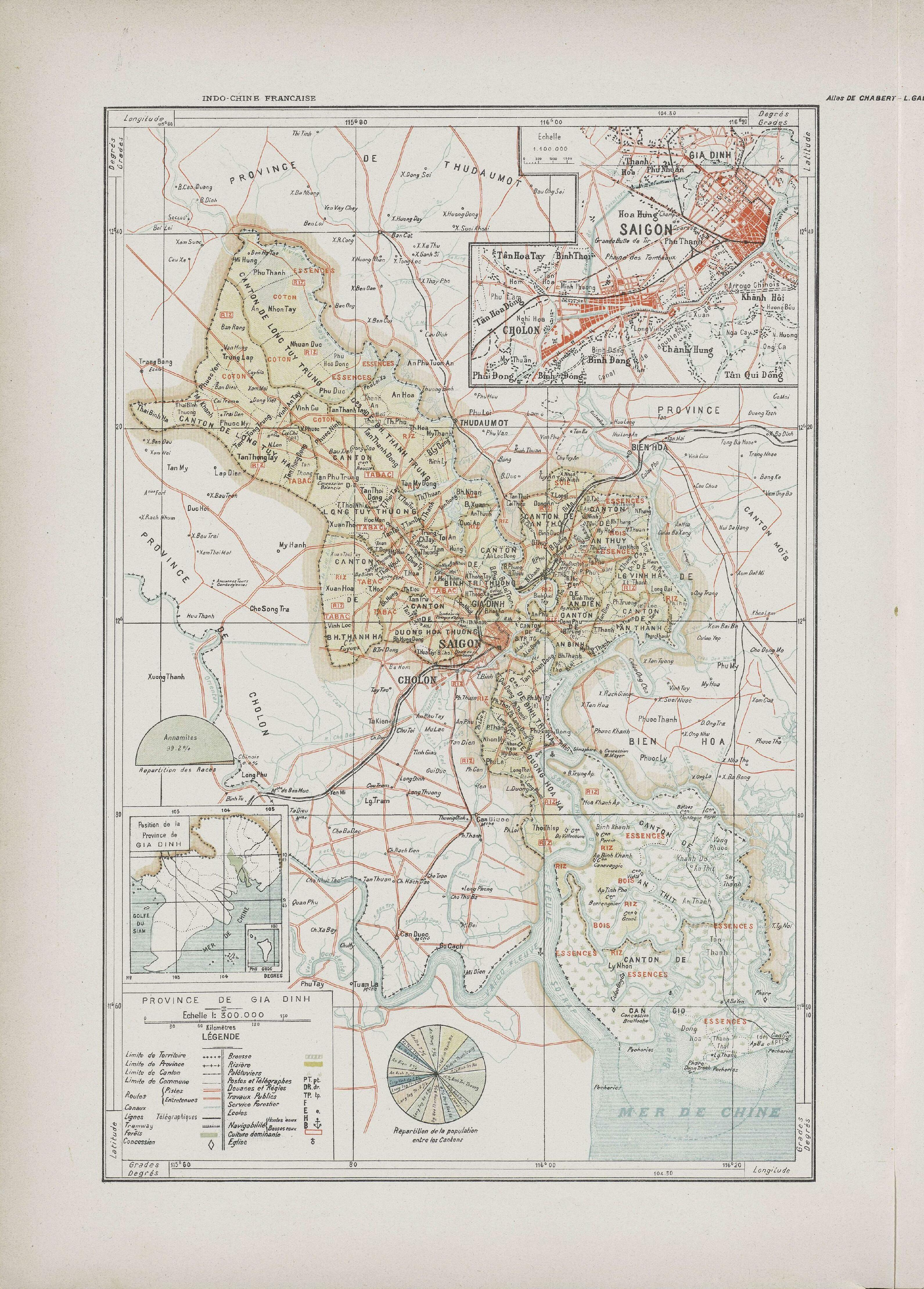
Gia Định in 1909

Gia Định is een voormalige provincie in de overgang van Đông Nam Bộ en de Mekong-delta. Het omvatte het gebied, waar thans de provincies Ho Chi Minhstad, Bình Dương, Long An en Tây Ninh zich bevinden.
De provincie werd in 1832 gesticht door Minh Mạng, de keizer van de Nguyen-dynastie, die leefde van 1791 tot 1841. Het werd toen een van de zes provincies van Cochin-China. De andere vijf provincies waren Biên Hòa, Định Tường, Vĩnh Long, An Giang en Hà Tiên.
In 1889 werd Gia Định gesplitst in vier kleinere provincies. Naast Gia Định waren dit Chợ Lớn, Tân An và Tây Ninh.
De provincie heeft bestaan tot vlak na de Val van Saigon. Daarna werden in februari 1976 er delen van Biên Hòa, Bình Dương, Hậu Nghĩa aan de provincie Gia Định gevoegd, samen met de stad Saigon. De provincie ging daarna op in Saigon - Gia Định.